# Coufouleux
Coufouleux település Franciaországban, Tarn megyében. Lakosainak száma 3041 fő (2022. január 1.). Coufouleux Rabastens, Giroussens, Loupiac, Saint-Lieux-lès-Lavaur és Saint-Sulpice-la-Pointe községekkel határos.

## Népesség
A település népességének változása:
| Lakosok száma | 2549 | 2787 | 2874 | 2874 | 2908 | 2939 | 2971 | 3001 | 3041 |
|               | 2013 | 2015 | 2016 | 2017 | 2018 | 2019 | 2020 | 2021 | 2022 |